# Otinotoides brevicornis
Otinotoides brevicornis är en insektsart som beskrevs av William D. Funkhouser 1935. Otinotoides brevicornis ingår i släktet Otinotoides och familjen hornstritar. Inga underarter finns listade i Catalogue of Life.